# ویتلی بی
ویتلی بی (به انگلیسی: Whitley Bay) یک شهرک در بریتانیا است که در انگلستان واقع شده‌است. ویتلی بی ۳۶٬۶۲۳ نفر جمعیت دارد.